# Neuville-près-Sées
Neuville-près-Sées település Franciaországban, Orne megyében. Lakosainak száma 144 fő (2018. január 1.). Neuville-près-Sées Godisson, Aunou-sur-Orne, Chailloué, Saint-Léonard-des-Parcs és Sées községekkel határos.

## Népesség
A település népességének változása:
| Lakosok száma | 262  | 200  | 153  | 122  | 134  | 118  | 147  | 144  | 146  | 144  |
|               | 1962 | 1968 | 1975 | 1982 | 1990 | 2008 | 2013 | 2015 | 2017 | 2018 |